# Bourg-lès-Valence
Bourg-lès-Valence é uma comuna francesa na região administrativa de Auvérnia-Ródano-Alpes, no departamento de Drôme. Estende-se por uma área de 20,3 km². Em 2010 a comuna tinha 20 459 habitantes (densidade: 1 007,8 hab./km²).

## Tour de France

### Chegadas
- 2010 :